# NGC 6025
NGC 6025 (również OCL 939 lub ESO 136-SC14) – gromada otwarta znajdująca się w gwiazdozbiorze Trójkąta Południowego. Odkrył ją Nicolas-Louis de Lacaille w 1751 roku. Jest położona w odległości ok. 2,5 tys. lat świetlnych od Słońca.